# Gerald Eugene Wilkerson

Bischofswappen von Gerald Eugene Wilkerson

Gerald Eugene Wilkerson (* 21. Oktober 1939 in Des Moines) ist ein US-amerikanischer römisch-katholischer Geistlicher und emeritierter Weihbischof in Los Angeles.

## Leben
Der Erzbischof von Los Angeles, James Francis Aloysius Kardinal McIntyre, weihte ihn am 5. Januar 1965 zum Priester.
Papst Johannes Paul II. ernannte ihn am 5. November 1997 zum Weihbischof in Los Angeles und Titularbischof von Vincennes. Der Erzbischof von Los Angeles, Roger Michael Kardinal Mahony, spendete ihm am 21. Januar des nächsten Jahres die Bischofsweihe; Mitkonsekratoren waren Michael Patrick Driscoll, Weihbischof in Orange in California, und Joseph Martin Sartoris, Weihbischof in Los Angeles.
Am 21. Juli 2015 nahm Papst Franziskus seinen altersbedingten Rücktritt an.
Vom 20. Juli 2018 bis zum 29. Januar 2019 war er während der Sedisvakanz Apostolischer Administrator des Bistums Monterey in California.
Gerald Wilkerson ist Großoffizier im Ritterorden vom Heiligen Grab zu Jerusalem.